# Чень Чунь
Чень Чунь (陳淳, 1482 — 1544) — китайський художник, каліграф, поет часів династії Мін, один з провідних представників живописної школи У.

## Життєпис
Народився у 1483 році м. Чанчжоу (сучасне м.Сучжоу, провінція Цзянсу). Чень Чунь походив з спадкової чиновницької родини і отримав гарну домашню освіту. Каліграфії і живопису навчався у Вень Чженміна (в той час головного майстра «школи У»), ставши його найкращим учнем і однодумцем, але після того, як учень захопився даосизмом, їхні шляхи розійшлися. В юності Чень Чунь успішно витримав державні іспити, але відмовився від службової кар'єри: сімейний стан дозволяв йому не тільки вести безбідне існування, але і надавати фінансову допомогу іншим художникам. Щедрість Чень Чуня сприяла утвердженню його авторитету в У-пай і творчих колах Сучжоу. Помер у себе на батьківщині у 1544 році.

## Мистецтво
Чень Чунь спочатку перебував під впливом творчості майстрів епохи Юань, в першу чергу Ґао Кеґуна, потім приступив до освоєння традиції монохромного пейзажу — шань-шуй (山水, «живопис гір і вод», головним чином, у виконанні Мі Юженя. Однак найбільш вражаючих результатів Чень Чунь досяг у жанрі хуа-няо (华 鸟, «живопис квітів і птахів». Продовжуючи в ньому стилістичну лінію засновника «школи У» — Шень Чжоу, Чень Чунь використовував «безкістковий» метод письма (мей-гу хуа), що полягав у відмові від тушевого контуру і в активному застосуванні розмивок. Крім того, він трансформував загальноприйняту монохромну манеру, вводячи в композиції блакитний і темно—жовті відтінки кольору. В його роботах із зображенням квітів переважає стримана поліхромія в поєднанні з багатими тонами туші. За підвищену експресію в зображенні квітів Чень Чуня зазвичай об'єднують в живопису з Сюй Веєм, що відображене в професійному фразеологізмі байян ци тен («біле сонце — зелена лоза»).
Чень Чуню належать твори, що зберігаються в Музеї провінції Аньхой і Шанхайському художньому музеї. Уявлення про його техніку дають не лише композиції малого формату, зокрема, альбомні листи із серії «Мо хуаце» («Квіти, намальовані тушшю», 28х37 см, Шанхайський художній музей), але і великі вертикальні сувої, зразком яких служить «Шаньча шуйсянь ту» («Камелія і нарциси», 136,1 х32, 6 см, папір, туш, Шанхайський художній музей). Манера Чень Чуня відразу привернула до себе увагу місцевих художників й поціновувачів мистецтва, які визнали її новацією в традиційному живописі.

## Каліграфія
Каліграфічне творчість Чень Чуня представляє напрямок ексцентриків (се). Він працював в почерках сіншу і цаошу, але саме у великому скоропису його майстерність була на висоті найкращих еталонів епохи. У каліграфії Чень Чунь виходив зі спадщини Су Ши і Мі Фу. Його енергопотоки (ши) були чисті і потужні, а туш яскрава і рясна. Найчастіше помахи пензля Чень Чуня супроводжувалися гучними вигуками, і сучасникам здавалося, що його шаленство не відає вузди. Композиції майстра порівнювали зі шквалистим вітром, що колихає гілки старої сосни. До його творчості китайські знавці застосовували приказку про те, що «зайти надто далеко — все одно, що не дійти». Вони відзначали, що композиції творів Чень Чуня бувають надмірно розкиданими, а пензель місцями виходить з-під контролю.